# Gérard Gohou
Gérard Bi Goua Gohou est un footballeur international Rwandais né le 29 décembre 1988 à Gagnoa en Côte d'Ivoire. Il est attaquant.

## Biographie
Gohou commence sa carrière en 2004 avec la Jeunesse Club d'Abidjan et joue en 2008 ses premiers matchs dans le championnat de Côte d'Ivoire. 
Après quatre ans avec le JC d'Abidjan, il quitte le club et signe l'été 2008 pour le club marocain d'Agadir Hassania Union Sport d'Agadir. Gohou marque neuf buts en dix-sept matchs pour Hassania Agadir. 
Le 15 février 2010, il signe pour le club suisse de Neuchâtel Xamax.
À la suite de l'arrivée du sulfureux président Bulat Chagaev en 2011, il signe pour le club turc de Denizlispor alors pensionnaire de deuxième division.
En 2012, il signe pour le club turc de Kayseri Erciyesspor.
En 2013, il signe pour le club russe du FK Krasnodar jusqu'en 2014 où il rejoint un club du Kazakhstan, le Kairat Almaty.

## Carrière internationale
Il joue pour la Côte d'Ivoire des moins de 23 ans et marque deux buts lors de ses débuts, le 20 mai 2010 contre la Colombie des moins de 23 ans, dans le tournoi de Toulon 2010.

## Palmarès
- 2009 : Meilleur buteur du Championnat du Maroc[3]
- 2013 : Meilleur buteur du Championnat du championnat turc de 2e division avec 19 buts.
- 2015 : Meilleur buteur du championnat du Kazakhstan avec 18 buts.